# Rublenița Nouă, Soroca
Rublenița Nouă este un sat din cadrul comunei Rublenița din raionul Soroca, Republica Moldova.

## Demografie
Conform recensământului populației din 2004, satul Rublenița Nouă avea 179 de locuitori: 176 moldoveni/români, 2 ucraineni și 1 rus.